# Червено знаме (орден, СССР)
Вижте пояснителната страница за други значения на Червено знаме.
Орденът „Червено знаме“ (на руски: Орден Красного Знамени) е съветска военна награда, учредена по време на Гражданската война в Русия на 16 септември 1918 г.
Първият награден с нея е Василий Блюхер, на 28 септември 1918 г. По време на гражданската война подобна награда е учредена в редица признати и непризнати републики. На 1 август 1924 г., в Съветския съюз, е върнато първоначалното име, а наградата е присъждана на заслужилите войници от Червената армия.
Наградата е присъждана за прояви на героизъм по време на бойни действия или изключителни постижения по време на бойни операции. Преди учредяването на орден „Ленин“, на 6 април 1930 г., това е най-високата военна награда присъждана в Съветския съюз. По време на Втората световна война, под различни имена, е присъждана на личности или подразделения за прояви на героизъм по време на бойните действия. В някои отношения това прави тази награда по престижна от ордена „Ленин“, присъждан и на цивилен персонал и политически лидери. Голяма част от известните съветски командири са кавалери на ордена на Червеното знаме.
Между 1944 и 1958 г. наградата е присъждана и за продължителна служба. Първата ѝ степен е за 20 години служба, а втората – за 30 години.
Наградата представлява бяла емайлирана значка. На нея са изобразени златни сърп и чук обградени от два златни житни класа и червена звезда. Като фон, с тъпен цвят са изобразени кръстосани чук, плуг и факла. В горната част е изобразен червен флаг, на който е изписано мотото „Пролетарии от всички страни, съединявайте се!“. Под звездата се намира кратък надпис „СССР“, а като външен контур отново са изобразени два златни житни класа.